# Michele Bisi
Michele Bisi (Genova, 18 aprile 1788 – Milano, 26 dicembre 1874) è stato un incisore e pittore italiano.

## Biografia
Nato a Genova, fratello di Giuseppe, fu allievo d'incisione su rame presso Francesco Rosaspina e Giuseppe Longhi.
Un'importante serie di sue incisioni è quella del 1819, dedicata ai dipinti di Andrea Appiani.
Dipinse inoltre ritratti e paesaggi, e anche il figlio Luigi seguì le orme paterne.

## Incisioni
- Venere che abbraccia Cupido, da Andrea Appiani;
- Andromeda e Perseo, dal Guercino;
- Madonna in trono col Bambino, Sant'Antonio e Santa Barbara, da Bernardino Luini;
- Adorazione della Vergine, dal Sassoferrato;
- Offerta dei Magi, da Gaudenzio Ferrari;
- Ritratto di Amerigo Vespucci;